# Bánhidi Károly
Bánhidi Károly (Budapest, 1929. augusztus 31. – 2018. június 19. előtt) magyar teniszező, edző, sportvezető.

## Élete
1947-ben érettségizett. 1952-ben a Sportvezető és Edzőképző Intézetben (SEKI) oktatói, 1953-ban sportvezetői tanfolyamot végzett. 1971-ben tenisz szakedzői diplomát szerzett a Testnevelési Főiskolán.
1940 és 1949 között az Újpesti TE, 1950 és 1954 között a Bp. Honvéd, 1955 és 1961 között a Bp. Vörös Meteor teniszezője volt. Edzői Izsák János, Bíró János és Studer Antal voltak.
1952 és 1960 között a Pest megyei Tenisz Szövetség főtitkára volt. 1960 és 1965 között a Pest megyei TSH gazdasági vezetőjeként tevékenyként. 1965 és 1967 között a Magyar Tenisz Szövetség főtitkára volt. 2006-ig a Pest megyei szövetségnél dolgozott különböző pozíciókban.
1968 és 1972 között a KSI és női válogatott edzője volt. 1973 és 1978 között az Újpesti Dózsa, 1979 és 1989 között az MTK-VM edzőjeként tevékenykedett. 1966-ban az év edzőjének választották.
Ismertebb tanítványai voltak: Lázár Vilmos, Csépai Ferenc, Borka Katalin és Rózsavölgyi Éva.

## Elismerései
- Az év edzője (1966)
- Testnevelési és Sport Életműdíj (1977)